# Гамма Стрелы
Гамма Стрелы (лат. γ Sagittae) — ярчайшая звезда созвездия Стрелы. Это одиночная звезда, она видна невооружённым глазом и обладает видимой звёздной величиной +3,47. На основе измерения годичного параллакса (12,62 мсд) была получена оценка расстояния, равная 258 световым годам. Звезда приближается к Солнцу и обладает лучевой скоростью −34 км/с.
Это красный гигант спектрального класса M0 III. Вероятно, звезда находится на стадии ветви красных гигантов, при этом водород в ней горит в оболочке вокруг ядра.
Возраст звезды оценивается в 2,35 миллиарда лет, масса в 1,37 раз превышает солнечную, а радиус равен 55 радиусам Солнца. Светимость в 562 раза превышает светимость Солнца, эффективная температура атмосферы составляет 3862 K.